# Мала Шовковка
Мала Шо́вковка (рос. Малая Шелковка) — село у складі Єгор'євського району Алтайського краю, Росія. Адміністративний центр Малошовковниківської сільської ради.

## Населення
Населення — 712 осіб (2010; 850 у 2002).
Національний склад (станом на 2002 рік):
- росіяни — 93 %